# Pierre Vaneck
Pierre Vaneck (nascido Pierre Auguste Van Hecke) (Lạng Sơn - Indochina francesa (atualmente Vietnam), 15 de abril de 1931 — Paris, 31 de janeiro de 2010) foi um ator francês de cinema, televisão e teatro de origem belga.